# Cantone di Seilhac-Monédières
Il Cantone di Seilhac-Monédières è una divisione amministrativa dell'arrondissement di Tulle.
È stato costituito a seguito della riforma approvata con decreto del 24 febbraio 2014, che ha avuto attuazione dopo le elezioni dipartimentali del 2015.

## Composizione
Comprende i 21 comuni di:
- Affieux
- Beaumont
- Chamberet
- Chamboulive
- Chanteix
- L'Église-aux-Bois
- Lacelle
- Lagraulière
- Le Lonzac
- Madranges
- Peyrissac
- Pierrefitte
- Rilhac-Treignac
- Saint-Clément
- Saint-Hilaire-les-Courbes
- Saint-Jal
- Saint-Salvadour
- Seilhac
- Soudaine-Lavinadière
- Treignac
- Veix